# 이스턴 디비전 (NBA)
이스턴 디비전(영어: Eastern Division)은 NBA(영어: National Basketball Association)와 그 전신인 BAA(영어: Basketball Association of America)의 한 디비전이었다. 디비전은 리그가 창설된 1946~1947 BAA 시즌이 시작될 때 만들어졌고, 1949년 8월 3일 BAA가 NBL(영어: National Basketball League)와 합병하여 NBA를 창설하면서 디비전 중 하나로 유지되었다. NBA가 14개 팀에서 17개 팀으로 확장되고 각각 2개의 디비전으로 동부 콘퍼런스(영어: Eastern Conference)와 서부 콘퍼런스(영어: Western Conference)로 재편된 1970~1971 시즌까지 존재했다.

## 역대 디비전 소속되었던 팀
| 이스턴 디비전           | 이스턴 디비전             | 이스턴 디비전               | 이스턴 디비전                                             | 이스턴 디비전     | 이스턴 디비전                           |
| 구단명                  | 연고지                    | 참가년도                    | 경기장                                                    | 수용인원          | 비고                                    |
| ----------------------- | ------------------------- | --------------------------- | --------------------------------------------------------- | ----------------- | --------------------------------------- |
| 볼티모어 불리츠         | 메릴랜드주 볼티모어       | 1948년~1954년               | 볼티모어 콜리시엄                                         | 4,500명           | 워싱턴 위저즈의 전신이 아님             |
| 볼티모어 불리츠         | 메릴랜드주 볼티모어       | 1966년~1970년               | 볼티모어 시빅 센터                                        | 11,271명          | 워싱턴 위저즈의 전신임                  |
| 보스턴 셀틱스           | 매사추세츠주 보스턴       | 1946년~1970년               | 보스턴 가든                                               | 14,890명          | 현 애틀랜틱 디비전 소속                 |
| 신시내티 로열스         | 오하이오주 신시내티       | 1962년~1970년               | 신시내티 가든                                             | 11,000명          | 새크라멘토 킹스의 전신임                |
| 디트로이트 피스턴스     | 미시간주 디트로이트       | 1967년~1970년               | 코보 아레나                                               | 12,191명          | 현 센트럴 디비전 소속                   |
| 밀워키 벅스             | 위스콘신주 밀워키         | 1968년~1970년               | 메카 아레나                                               | 10,783명          | 현 센트럴 디비전 소속                   |
| 뉴욕 닉스               | 뉴욕주 뉴욕               | 1946년~1970년               | 매디슨 스퀘어 가든 III 매디슨 스퀘어 가든 IV              | 16,000명 19,812명 | 현 애틀랜틱 디비전 소속                 |
| 시러큐스 내셔널즈       | 뉴욕주 시러큐스           | 1949년~1963년               | 스테이트 페어 콜리시엄 오논다 카운티 워 메모리얼 콜리시엄 | 7,500명 6,230명   | 필라델피아 세븐티식서스의 전신임        |
| 필라델피아 세븐티식서스 | 펜실베이니아주 필라델피아 | 1963년~1970년               | 필라델피아 컨벤션 홀 코어스테이츠 스펙트럼                | 12,000명 18,176명 | 현 애틀랜틱 디비전 소속                 |
| 필라델피아 워리어스     | 펜실베이니아주 필라델피아 | 1946년~1962년               | 필라델피아 아레나 필라델피아 컨벤션 홀                    | 7,000명 12,000명  | 골든스테이트 워리어스의 전신임          |
| 프로비던스 스팀롤러스   | 로드아일랜드주 프로비던스 | 1946년~1949년               | 로드아일랜드 오디토리움                                   | 5,300명           | 빈칸                                    |
| 토론토 허스키스         | 온타리오주 토론토         | 1946년~1947년               | 메이플 리프 가든스                                        | 15,000명          | 최초의 캐나다 도시를 연고로 한 팀       |
| 워싱턴 캐피털스         | 워싱턴 D.C.               | 1946년~1947년 1948년~1951년 | 울린 아레나                                               | 7,000명           | 1947년~1948년 웨스턴 디비전 소속이였다. |

## 역대 디비전 라인업
| 연도          | 팀 | 참가팀 수 |
| ------------- | --- | --------- |
| 1946년~1947년 | 워싱턴 캐피털스 · 필라델피아 워리어스 · 뉴욕 닉스 · 프로비던스 스팀롤러스 · 보스턴 셀틱스 · 토론토 허스키스               | 6팀       |
| 1947년~1948년 | 필라델피아 워리어스 · 뉴욕 닉스 · 프로비던스 스팀롤러스 · 보스턴 셀틱스                                                   | 4팀       |
| 1948년~1949년 | 필라델피아 워리어스 · 뉴욕 닉스 · 프로비던스 스팀롤러스 · 보스턴 셀틱스 · 볼티모어 불리츠 · 워싱턴 캐피털스               | 6팀       |
| 1949년~1951년 | 시러큐스 내셔널즈 · 뉴욕 닉스 · 워싱턴 캐피털스 · 필라델피아 워리어스 · 볼티모어 불리츠 · 보스턴 셀틱스                   | 6팀       |
| 1951년~1954년 | 시러큐스 내셔널즈 · 보스턴 셀틱스 · 뉴욕 닉스 · 필라델피아 워리어스 · 볼티모어 불리츠                                     | 5팀       |
| 1954년~1962년 | 시러큐스 내셔널즈 · 뉴욕 닉스 · 보스턴 셀틱스 · 필라델피아 워리어스                                                       | 4팀       |
| 1962년~1963년 | 보스턴 셀틱스 · 시러큐스 내셔널즈 · 신시내티 로열스 · 뉴욕 닉스                                                           | 4팀       |
| 1963년~1966년 | 보스턴 셀틱스 · 신시내티 로열스 · 필라델피아 세븐티식서스 · 뉴욕 닉스                                                     | 4팀       |
| 1966년~1967년 | 필라델피아 세븐티식서스 · 보스턴 셀틱스 · 신시내티 로열스 · 뉴욕 닉스 · 볼티모어 불리츠                                   | 6팀       |
| 1967년~1968년 | 필라델피아 세븐티식서스 · 보스턴 셀틱스 · 뉴욕 닉스 · 디트로이트 피스턴스 신시내티 로열스 · 볼티모어 불리츠               | 6팀       |
| 1968년~1970년 | 볼티모어 불리츠 · 필라델피아 세븐티식서스 · 보스턴 셀틱스 · 뉴욕 닉스 · 디트로이트 피스턴스 신시내티 로열스 · 밀워키 벅스 | 7팀       |

<참고사항>
- 1946년 워싱턴 캐피털스, 필라델피아 워리어스, 뉴욕 닉스, 프로비던스 스팀롤러스, 보스턴 셀틱스, 토론토 허스키스가 창립 멤버로 구성되었다.
- 1947년 토론토 허스키스는 해체되었고, 워싱턴 캐피털스는 웨스턴 디비전 합류를 위해 떠났다.
- 1948년 워싱턴 캐피털스가 디비전에 다시 합류했고, 볼티모어 불리츠가 웨스턴 디비전에서 재합류했다.
- 1949년 프로비던스 스팀롤러스는 해체되었고, 시라큐스 내셔널스는 NBL에서 합병했다.
- 1951년 워싱턴 캐피털스은 1950~1951 시즌 중반에 해체되었다.
- 1954년 볼티모어 불리츠는 1954~1955 시즌 동안 해체되었다.
- 1962년 필라델피아 워리어스가 연고지를 펜실베이니아주 필라델피아에서 캘리포니아주 데일리시티로 이전하면서 팀명을 샌프란시스코 워리어스가 되었으면, 홈경기장도 필라델피아 컨벤션 홀에서 카우 팰리스로 변경되었고, 웨스턴 디비전에 합류했기 때문에 신시내티 로열스는 웨스턴 디비전에서 이동했다.
- 1963년 시라큐스 내셔널스가 연고지를 뉴욕주 시러큐스에서 펜실베이니아주 필라델피아로 이전하면서 팀명을 필라델피아 세븐티식서스가 되었으면, 홈경기장도 오논다 카운티 워 메모리얼 콜리시엄에서 필라델피아 컨벤션 홀로 변경되었다.
- 1966년 볼티모어 불리츠은 웨스턴 디비전에서 합류했다.
- 1967년 디트로이트 피스턴스는 웨스턴 디비전에서 합류했다.
- 1968년 신생팀인 밀워키 벅스는 디비전에 합류했다.
- 1970년 동부 콘퍼런스로 재편되면서 보스턴 셀틱스, 뉴욕 닉스, 필라델피아 세븐티식서스는 애틀랜틱 디비전에, 볼티모어 불리츠, 신시내티 로열스는 센트럴 디비전에, 디트로이트 피스턴스와 밀워키 벅스는 미드웨스트 디비전에 합류했다.

## 역대 디비전 챔피언
| 시즌      | 우승팀                  | 시즌 성적      |
| --------- | ----------------------- | -------------- |
| 1946~1947 | 워싱턴 캐피털스         | 49승 11패 .817 |
| 1947~1948 | 필라델피아 워리어스     | 27승 21패 .563 |
| 1948~1949 | 워싱턴 캐피털스         | 38승 22패 .633 |
| 1949~1950 | 시라큐스 내셔널즈       | 51승 13패 .797 |
| 1950~1951 | 필라델피아 워리어스     | 40승 26패 .606 |
| 1951~1952 | 시러큐스 내셔널즈       | 40승 26패 .606 |
| 1952~1953 | 뉴욕 닉스               | 47승 23패 .671 |
| 1953~1954 | 뉴욕 닉스               | 47승 23패 .671 |
| 1954~1955 | 시라큐스 내셔널즈       | 43승 29패 .597 |
| 1955~1956 | 필라델피아 워리어스     | 45승 27패 .625 |
| 1956~1957 | 보스턴 셀틱스           | 44승 28패 .611 |
| 1957~1958 | 보스턴 셀틱스           | 49승 23패 .681 |
| 1958~1959 | 보스턴 셀틱스           | 52승 20패 .722 |
| 1959~1960 | 보스턴 셀틱스           | 59승 16패 .787 |
| 1960~1961 | 보스턴 셀틱스           | 57승 22패 .722 |
| 1961~1962 | 보스턴 셀틱스           | 60승 20패 .750 |
| 1962~1963 | 보스턴 셀틱스           | 58승 22패 .725 |
| 1963~1964 | 보스턴 셀틱스           | 59승 21패 .738 |
| 1964~1965 | 보스턴 셀틱스           | 62승 18패 .775 |
| 1965~1966 | 필라델피아 세븐티식서스 | 55승 25패 .688 |
| 1966~1967 | 필라델피아 세븐티식서스 | 68승 13패 .840 |
| 1967~1968 | 필라델피아 세븐티식서스 | 62승 20패 .756 |
| 1968~1969 | 워싱턴 불리츠           | 57승 25패 .695 |
| 1969~1970 | 뉴욕 닉스               | 60승 22패 .732 |

### NBA 파이널 우승
| 시즌      | 팀                      | 시즌 성적      |
| --------- | ----------------------- | -------------- |
| 1946~1947 | 필라델피아 워리어스     | 35승 25패 .583 |
| 1954~1955 | 시라큐스 내셔널즈       | 43승 29패 .597 |
| 1955~1956 | 필라델피아 워리어스     | 45승 27패 .625 |
| 1956~1957 | 보스턴 셀틱스           | 44승 28패 .611 |
| 1958~1959 | 보스턴 셀틱스           | 52승 20패 .722 |
| 1959~1960 | 보스턴 셀틱스           | 59승 16패 .787 |
| 1960~1961 | 보스턴 셀틱스           | 57승 22패 .722 |
| 1961~1962 | 보스턴 셀틱스           | 60승 20패 .750 |
| 1962~1963 | 보스턴 셀틱스           | 58승 22패 .725 |
| 1963~1964 | 보스턴 셀틱스           | 59승 21패 .738 |
| 1964~1965 | 보스턴 셀틱스           | 62승 18패 .775 |
| 1965~1966 | 보스턴 셀틱스           | 54승 26패 .675 |
| 1966~1967 | 필라델피아 세븐티식서스 | 68승 13패 .840 |
| 1967~1968 | 보스턴 셀틱스           | 54승 28패 .659 |
| 1968~1969 | 보스턴 셀틱스           | 48승 34패 .585 |
| 1969~1970 | 뉴욕 닉스               | 60승 22패 .732 |

## 역대 팀별 디비전 우승한 연도
| 팀                      | 최근 우승한 연도 |
| ----------------------- | ---------------- |
| 볼티모어 불리츠         | 1969년           |
| 볼티모어 불리츠         | 빈칸             |
| 보스턴 셀틱스           | 1965년           |
| 디트로이트 피스턴스     | 빈칸             |
| 신시내티 로열스         | 빈칸             |
| 뉴욕 닉스               | 1970년           |
| 필라델피아 워리어스     | 1956년           |
| 필라델피아 세븐티식서스 | 1968년           |
| 프로비던스 스팀롤러스   | 빈칸             |
| 토론토 허스키스         | 빈칸             |
| 워싱턴 캐피털스         | 1949년           |

### 디비전 우승 횟수
| 횟수 | 팀                            |
| ---- | ----------------------------- |
| 9회  | 보스턴 셀틱스                 |
| 6회  | 필라델피아 세븐티식서스       |
| 3회  | 뉴욕 닉스 필라델피아 워리어스 |
| 2회  | 워싱턴 캐피털스               |
| 1회  | 워싱턴 불리츠                 |

## 같이 보기
- 애틀랜틱 디비전
- 센트럴 디비전
- 사우스이스트 디비전
- 노스웨스트 디비전
- 퍼시픽 디비전
- 사우스웨스트 디비전
- 미드웨스트 디비전